# 张东河
张东河（1961年8月—），河北保定人，汉族，中国共产党党员。中华人民共和国政治人物、第十三届全国人民代表大会河北地区代表。
2018年2月24日，当选为第十三届全国人大代表。